# Jonathan Perlaza
Jonathan Ezequiel Perlaza Leiva, noto semplicemente come Jonathan Perlaza (Guayaquil, 13 settembre 1997), è un calciatore ecuadoriano, centrocampista del Querétaro.

## Caratteristiche tecniche
È un esterno sinistro.

## Carriera
Cresciuto nel settore giovanile del Rocafuerte, ha giocato nelle serie inferiori del campionato ecuadoriano fino al trasferimento al River Plate Ecuador nel gennaio del 2017. Con il club della sua città natale ha giocato 54 incontri nella prima divisione ecuadoriana in tre stagioni. Nel 2020 è stato ceduto al Querétaro.